# Assemblea Nacional del Vietnam
L'Assemblea Nacional de la República Socialista del Vietnam (en vietnamita Quốc hội nước Cộng hoà xã hội chủ nghĩa Việt Nam) és la legislatura nacional unicameral del Vietnam.
La Constitució reconeix l'AN com "el màxim òrgan del poder estatal", composta de 500 delegats elegit per a un mandat de cinc anys, reunit en sessió dos cops l'any, o amb més freqüència si ho convoca la Comissió Permanent. L'assemblea nomena el president (cap d'estat), el primer ministre (cap del govern), el jutge en cap del Tribunal Popular Suprem, el cap de la Fiscalia Popular Suprema (o "Oficina Popular Suprema de Supervisió i Inspecció"), i el Govern de 21 membres.
L'Assemblea té el poder d'elaborar, aprovar i modificar la constitució i fer i modificar lleis. També té la responsabilitat de legislar i executar els plans i pressupostos estatals. Mitjançant els seus poders constitucionals, defineix el seu propi paper i el del president de l'estat, el govern, els consells populars locals i els comitès populars, el Tribunal Popular Suprem i la Fiscalia Popular Suprema.
L'assemblea pot substituir i destituir els ministres del govern, el president del Tribunal Popular Suprem i el procurador general de la Fiscalia Popular Suprema. Finalment, té la facultat d'iniciar o concloure guerres i d'assumir altres deures i poders que consideri necessaris.